# 愛はどうだ
『愛はどうだ』（あいはどうだ）は、1992年4月17日から6月26日までTBS系の「金曜ドラマ」枠で放送された日本のテレビドラマ。

## 概要
主演の緒形拳演じる妻に先立たれた男と、次第に自立しようとしていく3人の娘たちとのやりとりを描く。
3人の娘役には清水美砂、つみきみほ、渋谷琴乃。長女の恋人役は伊原剛志。次女の恋人役はブレイク前の福山雅治。福山は挿入歌「Good night」も担当し、自身初のスマッシュヒットとなった。
また本作は、常盤貴子の連続ドラマデビュー作でもある。

## あらすじ
三崎修一（緒形拳）はおもちゃメーカーの管理職。8年前に妻を亡くし、会社の女の子にちょっかいを出したり、姫子（渡辺えり子）宅へ通ったりと気ままな生活を送っている。頑固だが男気がある修一は部下の信頼も厚いものの、実は年頃の3人の娘のことが心配だった。自分の娘たちが、次第に自分のもとから離れていくのを寂しく思いつつも口には出さず、また、娘たちも恋に仕事に自立していこうとする一方で、いずれ1人になってしまうであろう父親を気遣う気持ちがありながら、なかなかうまく意志の疎通が計れず…。
三人姉妹の長女であるあやめ（清水美砂）には長く付き合っている恋人本村喜一（伊原剛志）がいた。あやめは長女として母親亡き後、仕事もしながら三崎家の家事も一手に引き受けていた。しかしそのため喜一とろくにデートもできないあやめは意を決して修一に喜一を紹介するのだが、泥酔した喜一を見た修一はにべも無く喜一を追い返してしまう。
一方、次女かなえ（つみきみほ）は修一の会社の部下である矢沢誠（福山雅治）と付き合い始める。しかし誠との子を身ごもったかなえを知った修一は激怒する。その修一も上司の大橋真澄（伊東ゆかり）との結婚を考えていたのだが、三女さなえ（渋谷琴乃）に猛反対されて結婚は白紙に。喜一に振られたあやめは父修一を恨み家族は混乱した状況になるのだが、あやめを諦めきれなかった喜一は雨の中あやめにプロポーズする。そして、あやめもかなえも修一の承諾を得て晴れて結婚することになる。残された修一とさなえは寂しさを感じつつも2人の幸せを願うのであった。

## キャスト
- 三崎修一：緒形拳

玩具会社「スマイルキッズ」の営業4課 苦情処理係課長。
- 三崎あやめ：清水美砂

修一の長女、旅行会社OL。
- 三崎かなえ：つみきみほ

修一の次女、派遣社員。
- 三崎さなえ：渋谷琴乃

修一の三女、中学生。
- 本村喜一：伊原剛志

あやめの恋人。
- 矢沢誠：福山雅治

修一の部下、かなえの恋人。
- 真行寺姫子：渡辺えり子

修一の愛人で亡妻の友人。
- 坪倉洋子：羽野晶紀

修一の部下、大阪出身。
- 大橋真澄：伊東ゆかり

修一の上司。
- 黒岩さとこ：村上里佳子

雑誌の編集者。
- 倉本：冨家規政

かなえの派遣先の社長。
- 常盤貴子

修一の部下。
- 森口瑤子

本村喜一の元カノ。
- その他：久野真紀子、川嶋朋子、広崎うらん、大矢兼臣、山川牧、林昭夫、三井善忠、猪俣光世、中村基子、森田洸輔（子役）、山原玲子、伊藤正博、喜多道枝、篠井英介、三屋裕子

## スタッフ
- 企画：秋元康、佐藤光夫
- 脚本：遠藤察男
- プロデューサー：遠藤環
- 演出：遠藤環、山崎恆成、金子与志一
- 主題歌：辛島美登里「あなたは知らない」
- 挿入歌：福山雅治「Good night」
- 製作著作：TBS

## 放送日程
| 放送回                                                             | 放送日  | サブタイトル                       | 演出       |
| ------------------------------------------------------------------ | ------- | ---------------------------------- | ---------- |
| 第1話                                                              | 4月17日 | 理屈じゃねんだ!                    | 遠藤環     |
| 第2話                                                              | 4月24日 | 軽々しく言うな!                    | 遠藤環     |
| 第3話                                                              | 5月01日 | 娘はやらん!                        | 遠藤環     |
| 第4話                                                              | 5月08日 | 何ビビってんだ                     | 山崎恒成   |
| 第5話                                                              | 5月15日 | もう泣くな                         | 山崎恒成   |
| 第6話                                                              | 5月22日 | 父親って何なんだ                   | 金子与志一 |
| 第7話                                                              | 5月29日 | 全部…好きです                      | 金子与志一 |
| 第8話                                                              | 6月05日 | お父さん、長い間お世話になりました | 遠藤環     |
| 第9話                                                              | 6月12日 | 中途半端でプロポーズ               | 山崎恒成   |
| 第10話                                                             | 6月19日 | 思いがけない事実                   | 金子与志一 |
| 最終話                                                             | 6月26日 | 幸せになれ娘たち                   | 遠藤環     |
| 最終回視聴率は関東地区17.2%、関西地区25.6%（ビデオリサーチ調べ）。 |         |                                    |            |

## 関連商品
放送終了後、1992年11月21日にバンダイメディア事業部（現・バンダイナムコアーツ）よりVHS全4巻が発売。2000年以降、多くの人気ドラマがDVD化される中、DVD-BOXが発売されていなかったが、2012年1月27日にアミューズソフトエンタテインメントより、発売された。